# Felsenstein 81
Felsenstein 81 (F81) ist eine von dem US-amerikanischen Wissenschaftler Joseph Felsenstein im Jahre 1981 entwickelte Methode, um Distanzdaten von Sequenzalignments zu korrigieren.
Um einen Stammbaum zu konstruieren, werden orthologe Sequenzen von Genomabschnitten, meist von Genen untereinander geschrieben und „sinnvoll“ aneinander abgeglichen (Erstellung eines multiplen Sequenzalignments). Daraus können dann Stammbäume erstellt werden. Dafür gibt es zwei grundlegende Vorgehensweisen. Entweder wird jeder einzelne Charakter (Aminosäure bei Proteinsequenzen oder Basen bei DNA) (charakter-orientierte Stammbaumerstellung) verglichen, oder die einzelnen Stellen werden in so genannte Distanzdaten umgewandelt. Dabei werden die Abstände der Charaktere voneinander berechnet und daraus eine Matrix erstellt, mit der die Sequenzen verglichen werden können (matrix-orientierte Stammbaumerstellung).
Da es mit der Zeit auch Rückmutationen gibt, müssen die rohen Distanzwerte korrigiert werden.
F81 geht im Gegensatz zu Jukes & Cantor oder Kimura-2-Parameter davon aus, dass die Nukleotidzusammensetzung unterschiedlich ist.
Bei F81 wird wie bei Jukes & Cantor angenommen, dass die Umwandlung der Basen oder Aminosäuren ineinander mit gleicher Wahrscheinlichkeit stattfindet.